# Skuthamn
Skuthamn är ett bostads och industriområde i tätorten Piteå i Piteå kommun, Norrbottens län. Bostadsområdet ligger på Pitholmen vid Yttrefjärdens strand och gränsar till Svenska Cellulosa AB SCA:s pappersbruk i väster, till länsväg 506 i norr och till småorten och fritidshusområdet Yttrefjärdens östra strand i sydost.
I Skuthamn finns idrottsklubben Munksund-Skuthamns SK som påbörjade sin verksamhet i Skuthamn.

## Befolkningsutveckling
| Befolkningsutvecklingen i Skuthamn 1950–1950 | Befolkningsutvecklingen i Skuthamn 1950–1950 | Befolkningsutvecklingen i Skuthamn 1950–1950 | Befolkningsutvecklingen i Skuthamn 1950–1950 | Befolkningsutvecklingen i Skuthamn 1950–1950 |
| --- | -------------------------------------------- | -------------------------------------------- | -------------------------------------------- | -------------------------------------------- |
| |                                              |                                              |                                              |                                              |
| År |                                              |                                              | Folkmängd                                    |                                              |
| 1950 | 1950                                         |                                              | 355                                          | ##                                           |
| Anm.: Före 1950 inräknad i befolkningsagglomerationen Munksund. Ny tätort 1950. Sammanvuxen med Munksund 1960. ## Som tätort/befolkningsagglomeration 1920–1950. |                                              |                                              |                                              |                                              |